# Avraham Harman

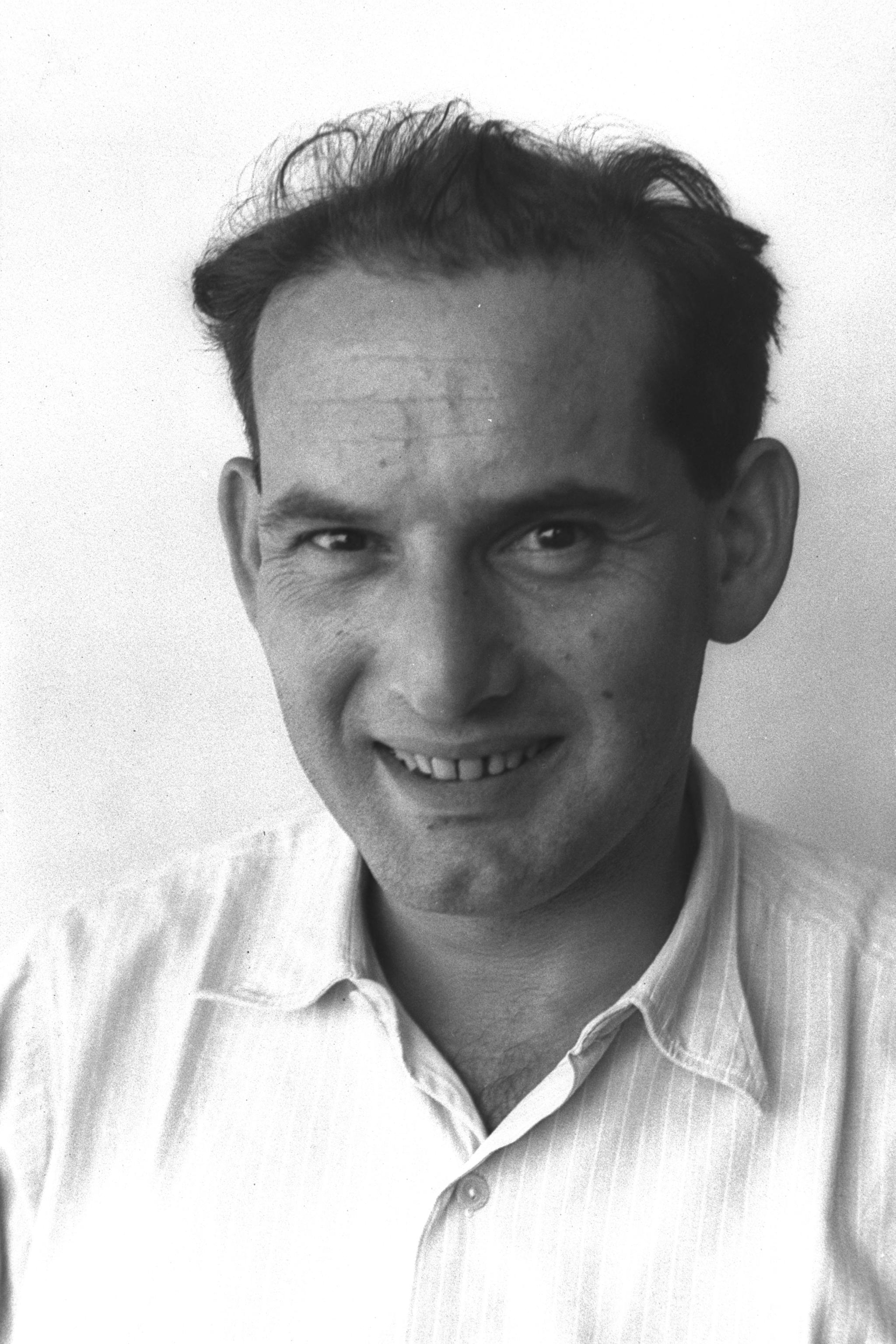
Avraham Harman, 1950

Avraham Harman (* 7. November 1914 in London; † 23. Februar 1992 in Jerusalem) war ein israelischer Diplomat und Hochschuladministrator.

## Leben
Harman wurde 1915 in London als Sohn eines Rabbiners geboren. Von diesem lernte er schon in jungen Jahren hebräisch. Harman studierte Rechtswissenschaft am Wadham College der University of Oxford. Nach Beendigung seines Studiums wurde er für die Zionist Federation in London tätig.
1938 emigrierte Harman in das britische Mandatsgebiet Palästina. Er lebte in Jerusalem, dort bekleidete er diverse Posten innerhalb der Jewish Agency. Nach der Staatsgründung 1948 wurde er im Außenministerium tätig und begann seine diplomatische Karriere. 1949 wurde er der erste israelische Generalkonsul in Montreal. 1950 gehörte er der israelischen Delegation bei den Vereinten Nation an. Von 1953 bis 1955 war er Konsul in New York City. Nach seiner Rückkehr nach Israel wurde Harman Direktor der Nachrichtenabteilung der Jewish Agency. Bis blieb er bis 1959 zu seiner Ernennung zum israelischen Botschafter in den Vereinigten Staaten. 1968 wurde er von Jitzchak Rabin als Botschafter abgelöst. Nach seiner Rückkehr nach Israel wurde er Präsident der Hebräischen Universität, was er bis 1983 blieb. Das Amt des Kanzlers der Universität übte er bis zu seinem Tod aus. 1985 verlieh ihm der Senat der Universität den Ehrendoktortitel in Anerkennung seiner Leistungen für den Zionismus und den Staat Israel sowie in Anerkennung seiner unzähligen Beiträge für den Aufbau der Hebräischen Universität. 
Des Weiteren besaß Harman Ehrendoktortitel von der Yeshiva University, der Brandeis University, der University of Rochester, der New York University, dem Brooklyn College, der University of Pennsylvania und der University of San Francisco. 
Harman starb 1992 im Alter von 77 Jahren im Hadassah University Hospital in Jerusalem an den Folgen einer Lungenentzündung. Er war mit der Knesset-Abgeordneten Zena Harman (1914–2013) verheiratet, sie hatten drei Kinder. Die 1946 geborene Tochter Naomi Chazen wurde ebenfalls Abgeordnete in der Knesset.